# ستوكتون (تشيشير)
ستوكتون (بالإنجليزية: Stockton, Cheshire)‏ هي قرية و أبرشية مدنية تقع في المملكة المتحدة في إنجلترا. يقدر عدد سكانها بـ 21 نسمة .